# Longterm Mentality
Longterm Mentality – Debiutancki album studyjny amerykańskiego rapera Ab-Soul’a. Został wydany 5 kwietnia 2011 przez Top Dawg Entertainment. Zawiera 14 utworów, na jednym z nich można usłyszeć supergrupę hiphopową Black Hippy.